# Gran Premio de la República Checa de Motociclismo de 2017
El Gran Premio de la República Checa de Motociclismo de 2017 (oficialmente Monster Energy Grand Prix České Republiky) fue la décima prueba del Campeonato del Mundo de Motociclismo de 2017. Tuvo lugar en el fin de semana del 4 al 6 de agosto de 2017 en el Autódromo de Brno, situado en la ciudad de Brno, Moravia, República Checa.
La carrera de MotoGP fue ganada por Marc Márquez, seguido de Dani Pedrosa y Maverick Viñales. Thomas Lüthi fue el ganador de la prueba de Moto2, por delante de Álex Márquez y Miguel Oliveira. La carrera de Moto3 fue ganada por Joan Mir, Romano Fenati fue segundo y Arón Canet tercero.

## Resultados

### Resultados MotoGP
| Pos.    | N.º | Piloto           | Constructor | Vueltas | Tiempo    | Parrilla | Puntos |
| ------- | --- | ---------------- | ----------- | ------- | --------- | -------- | ------ |
| 1       | 93  | Marc Márquez     | Honda       | 22      | 44:15.974 | 1        | 25     |
| 2       | 26  | Dani Pedrosa     | Honda       | 22      | +12.438   | 3        | 20     |
| 3       | 25  | Maverick Viñales | Yamaha      | 22      | +18.135   | 7        | 16     |
| 4       | 46  | Valentino Rossi  | Yamaha      | 22      | +20.466   | 2        | 13     |
| 5       | 35  | Cal Crutchlow    | Honda       | 22      | +20.892   | 5        | 11     |
| 6       | 4   | Andrea Dovizioso | Ducati      | 22      | +23.259   | 4        | 10     |
| 7       | 9   | Danilo Petrucci  | Ducati      | 22      | +24.079   | 8        | 9      |
| 8       | 41  | Aleix Espargaró  | Aprilia     | 22      | +30.559   | 11       | 8      |
| 9       | 44  | Pol Espargaró    | KTM         | 22      | +30.754   | 18       | 7      |
| 10      | 94  | Jonas Folger     | Yamaha      | 22      | +33.236   | 14       | 6      |
| 11      | 42  | Álex Rins        | Suzuki      | 22      | +33.290   | 13       | 5      |
| 12      | 5   | Johann Zarco     | Yamaha      | 22      | +34.595   | 10       | 4      |
| 13      | 17  | Karel Abraham    | Ducati      | 22      | +34.697   | 17       | 3      |
| 14      | 43  | Jack Miller      | Honda       | 22      | +38.062   | 15       | 2      |
| 15      | 99  | Jorge Lorenzo    | Ducati      | 22      | +40.100   | 6        | 1      |
| 16      | 45  | Scott Redding    | Ducati      | 22      | +44.376   | 23       |        |
| 17      | 53  | Esteve Rabat     | Honda       | 22      | +45.454   | 21       |        |
| 18      | 22  | Sam Lowes        | Aprilia     | 22      | +53.976   | 22       |        |
| 19      | 29  | Andrea Iannone   | Suzuki      | 22      | +1:23.346 | 20       |        |
| 20      | 8   | Héctor Barberá   | Ducati      | 21      | +1 Vuelta | 16       |        |
| Ret     | 38  | Bradley Smith    | KTM         | 20      | Retirado  | 19       |        |
| Ret     | 76  | Loris Baz        | Ducati      | 15      | Caída     | 12       |        |
| Ret     | 19  | Álvaro Bautista  | Ducati      | 12      | Caída     | 9        |        |
| Fuente: |     |                  |             |         |           |          |        |

### Resultados Moto2
La carrera, programada para correr 20 vueltas, fue detenida con bandera roja en la vuelta 8 debido a las condiciones cambiantes de la pista. La carrera se reinició más tarde a 6 vueltas.
| Pos.    | N.º | Piloto              | Constructor | Vueltas | Tiempo      | Parrilla | Puntos |
| ------- | --- | ------------------- | ----------- | ------- | ----------- | -------- | ------ |
| 1       | 12  | Thomas Lüthi        | Kalex       | 6       | 13:19.036   | 12       | 25     |
| 2       | 73  | Álex Márquez        | Kalex       | 6       | +4.991      | 6        | 20     |
| 3       | 44  | Miguel Oliveira     | KTM         | 6       | +6.983      | 2        | 16     |
| 4       | 10  | Luca Marini         | Kalex       | 6       | +9.190      | 7        | 13     |
| 5       | 97  | Xavi Vierge         | Tech 3      | 6       | +11.064     | 18       | 11     |
| 6       | 24  | Simone Corsi        | Speed Up    | 6       | +15.779     | 9        | 10     |
| 7       | 42  | Francesco Bagnaia   | Kalex       | 6       | +18.431     | 4        | 9      |
| 8       | 21  | Franco Morbidelli   | Kalex       | 6       | +19.743     | 3        | 8      |
| 9       | 87  | Remy Gardner        | Tech 3      | 6       | +19.843     | 26       | 7      |
| 10      | 20  | Joe Roberts         | Kalex       | 6       | +20.168     | 31       | 6      |
| 11      | 9   | Jorge Navarro       | Kalex       | 6       | +20.372     | 5        | 5      |
| 12      | 41  | Brad Binder         | KTM         | 6       | +20.547     | 10       | 4      |
| 13      | 5   | Andrea Locatelli    | Kalex       | 6       | +21.657     | 20       | 3      |
| 14      | 89  | Khairul Idham Pawi  | Kalex       | 6       | +22.940     | 13       | 2      |
| 15      | 55  | Hafizh Syahrin      | Kalex       | 6       | +24.056     | 16       | 1      |
| 16      | 49  | Axel Pons           | Kalex       | 6       | +24.192     | 14       |        |
| 17      | 45  | Tetsuta Nagashima   | Kalex       | 6       | +24.441     | 23       |        |
| 18      | 7   | Lorenzo Baldassarri | Kalex       | 6       | +25.607     | 19       |        |
| 19      | 27  | Iker Lecuona        | Kalex       | 6       | +26.483     | 22       |        |
| 20      | 40  | Fabio Quartararo    | Kalex       | 6       | +26.769     | 11       |        |
| 21      | 62  | Stefano Manzi       | Kalex       | 6       | +28.069     | 24       |        |
| 22      | 98  | Karel Hanika        | Kalex       | 6       | +28.167     | 32       |        |
| 23      | 19  | Xavier Siméon       | Kalex       | 6       | +28.304     | 25       |        |
| 24      | 30  | Takaaki Nakagami    | Kalex       | 6       | +29.463     | 15       |        |
| 25      | 32  | Isaac Viñales       | Kalex       | 6       | +29.795     | 17       |        |
| 26      | 6   | Tarran Mackenzie    | Suter       | 6       | +30.353     | 28       |        |
| 27      | 37  | Augusto Fernández   | Speed Up    | 6       | +30.555     | 27       |        |
| 28      | 57  | Edgar Pons          | Kalex       | 6       | +30.815     | 30       |        |
| 29      | 2   | Jesko Raffin        | Kalex       | 6       | +38.907     | 29       |        |
| Ret     | 54  | Mattia Pasini       | Kalex       | 0       | Caída       | 1        |        |
| DNS     | 11  | Sandro Cortese      | Suter       |         | No reinició | 8        |        |
| DNS     | 77  | Dominique Aegerter  | Suter       |         | No reinició | 21       |        |
| DNS     | 23  | Marcel Schrötter    | Suter       |         | No empezó   |          |        |
| Fuente: |     |                     |             |         |             |          |        |

### Resultados Moto3
| Pos.    | N.º | Piloto                  | Constructor | Vueltas | Tiempo    | Parrilla | Puntos |
| ------- | --- | ----------------------- | ----------- | ------- | --------- | -------- | ------ |
| 1       | 36  | Joan Mir                | Honda       | 19      | 44:41.314 | 4        | 25     |
| 2       | 5   | Romano Fenati           | Honda       | 19      | +0.350    | 2        | 20     |
| 3       | 44  | Arón Canet              | Honda       | 19      | +3.078    | 17       | 16     |
| 4       | 64  | Bo Bendsneyder          | KTM         | 19      | +4.598    | 6        | 13     |
| 5       | 58  | Juan Francisco Guevara  | KTM         | 19      | +4.882    | 3        | 11     |
| 6       | 17  | John McPhee             | Honda       | 19      | +8.343    | 19       | 10     |
| 7       | 42  | Marcos Ramírez          | KTM         | 19      | +9.597    | 7        | 9      |
| 8       | 24  | Tatsuki Suzuki          | Honda       | 19      | +10.234   | 13       | 8      |
| 9       | 7   | Adam Norrodin           | Honda       | 19      | +10.395   | 25       | 7      |
| 10      | 41  | Nakarin Atiratphuvapat  | Honda       | 19      | +10.913   | 15       | 6      |
| 11      | 16  | Andrea Migno            | KTM         | 19      | +11.148   | 14       | 5      |
| 12      | 75  | Albert Arenas           | Mahindra    | 19      | +12.085   | 32       | 4      |
| 13      | 65  | Philipp Öttl            | KTM         | 19      | +14.266   | 10       | 3      |
| 14      | 10  | Dennis Foggia           | KTM         | 19      | +14.271   | 26       | 2      |
| 15      | 71  | Ayumu Sasaki            | Honda       | 19      | +14.311   | 11       | 1      |
| 16      | 14  | Tony Arbolino           | Honda       | 19      | +14.404   | 16       |        |
| 17      | 33  | Enea Bastianini         | Honda       | 19      | +14.449   | 31       |        |
| 18      | 77  | Tim Georgi              | KTM         | 19      | +15.144   | 30       |        |
| 19      | 48  | Lorenzo Dalla Porta     | Mahindra    | 19      | +20.312   | 22       |        |
| 20      | 84  | Jakub Kornfeil          | Peugeot     | 19      | +23.680   | 24       |        |
| 21      | 21  | Fabio Di Giannantonio   | Honda       | 19      | +23.935   | 8        |        |
| 22      | 12  | Marco Bezzecchi         | Mahindra    | 19      | +24.772   | 29       |        |
| 23      | 8   | Nicolò Bulega           | KTM         | 19      | +24.831   | 5        |        |
| 24      | 23  | Niccolò Antonelli       | KTM         | 19      | +25.143   | 12       |        |
| 25      | 96  | Manuel Pagliani         | Mahindra    | 19      | +38.836   | 28       |        |
| 26      | 19  | Gabriel Rodrigo         | KTM         | 19      | +42.433   | 1        |        |
| 27      | 11  | Livio Loi               | Honda       | 19      | +42.497   | 9        |        |
| 28      | 18  | Gabriel Martínez-Ábrego | KTM         | 19      | +47.923   | 32       |        |
| 29      | 27  | Kaito Toba              | Honda       | 19      | +48.013   | 23       |        |
| 30      | 4   | Patrik Pulkkinen        | Peugeot     | 19      | +48.407   | 31       |        |
| Ret     | 95  | Jules Danilo            | Honda       | 0       | Caída     | 18       |        |
| Ret     | 6   | María Herrera           | KTM         | 0       | Caída     | 21       |        |
| DNS     | 88  | Jorge Martín            | Honda       |         | No empezó |          |        |
| 1. 2.   |     |                         |             |         |           |          |        |
| Fuente: |     |                         |             |         |           |          |        |